# Списак композиција Сергеја Прокофјева
Ово је списак композиција руског композитора Сергеја Прокофјева..

## По жанровима

### Опере
- Џин (1900)
- На пустом острву(1900; недовршена)
- Празник у време куге (1903, рев. 1908–09; недовршена)
- Ундина (1904–07)
- Мадлена, једночинка oп. 13 (1911-13)
- Коцкар, опера у 4 чина oп. 24 (1915/16, рев. 1927)
- Заљубљен у 3 наранџе, опера у 4 чина са прологом oп. 33 (1919)
- Ватрени анђео, опера у 5 чинова oп. 37 (1919-27)
- Семјон Котко, опера у 5 чинова oп. 81 (1939)
- Заруке у манастиру, опера у 4 чина oп. 86 (1940/41)
- Рат и мир, опера у два дела oп. 91 (1941, прерађена 1952)
- Кан Бузај (1942; недовршена)
- Прича о правом човеку, опера у 4 чина oп. 117 (1947/48)
- Далека мора (1948; недовршена)

### Балети
- Aља и Лоли, Oп. 20 (1914–15), већим делом инкорпорирана у Скитску свиту
- Пуцај / Прича о Буфону, Oп. 21 (1915, рев. 1920)
- Трапез, Oп. 39 (1924), већим делом инкорпорирана у Квинтет, Oп. 39 (1924)
- Челични корак (Le pas d'acier), Oп. 41 (1925–26)
- Блудни син, Oп. 46 (1928–29)
- На Дњепру (Sur le Borysthène), Oп. 51 (1930–31)
- Ромео и Јулија, Oп. 64 (1935–36)
- Пепељуга, Oп. 87 (1940–44)
- Прича о каменом цвету, Oп. 118 (1948–53)

### Сценска музика
- Египатке ноћи (1934)
- Борис Годунов, Oп. 70bis (1936)
- Евгеније Оњегин, Oп. 71 (1936)
- Хамлет, Oп. 77 (1937–38)

### Филмска музика
- Поручник Киже (1934)
- Пикова дама (1936), по Пушкину
- Александар Невски (1938), филм Сергеја Ајзенштајна (also exists in the form of a cantata, see below)
- Љермонтов (1941)
- Ктовски (1942)
- Тања (1942)
- Партизани у Украјинским степама (1942)
- Иван Грозни, Op. 116 (1942–45), филм Сергеја Ајзенштајна (also exists in various concert forms arranged by various people)

### Симфоније
- Симфонија бр. 1  Д-дур Класична, Oп. 25  (1916–17)
- Симфонија бр. 2 д-мол, Oп. 40 (1924–25)  прерада је предвиђена као oп. 136
- Симфонија бр. 3 ц-мол, Oп. 44 (1928)
- Симфонија бр. 4 Ц-дур (прва верзија), Oп. 47 (1929–30), прерађена као oп. 112 (1947)
- Симфонија бр. 5 Б-дур, Oп. 100 (1944)
- Симфонија бр. 6 ес-мол, Oп. 111 (1945–47)
- Симфонија бр. 7 цис-мол, Oп. 131 (1951–52)

### Оркестарске свите
- Свите из Ромеа и Јулије
  - Свита бр.1, Oп. 64bis (1936)
  - Свита бр.2, Oп. 64ter (1936)
  - Свита бр.3, Oп. 101 (1946)
- Свите из Пепељуге
  - Свита бр.1, Oп. 107 (1946)
  - Свита бр.2, Oп. 108 (1946)
  - Свита бр.3, Oп. 109 (1946)
- Свите из Прича о каменом цвету
  - Свадбена свита, Oп. 126 (1951)
  - Циганска фантазија, Oп. 127 (1951)
  - Уралска рапсодија, Oп. 128 (1951)
  - Господарица Бакарне планине Oп. 129 (1951; недовршен)
- Скитска свита, Oп. 20 (из Аља и Лоли) (1914–15)
- Свита из Пуцај, Oп. 21bis (1920)
- Свита из Заљубљен у три наранџе, Oп. 33bis (1919, рев. 1924)
- Вокална свита из Ватреног анђела, Oп. 37bis (1923; непотпуна)
- Свита из Челичног корака, Oп. 41bis (1926)
- Свита из Блудног сина, Oп. 46bis (1929)
- Свита из Коцкара (Четири портрета и расплет), Oп. 49 (1931)
- Свита из На Дњепру, Oп. 51bis (1933)
- Свита из Поручника Кије, Oп. 60 (1934)
- Свита из Египатских ноћи, Oп. 61 (1938)
- Свита из Семјон Котко, Oп. 81bis (1941)
- Валцер свита, Oп. 110 (1946) (укључени су валцери из дела Рат и и мир, Пепељуга и Љермонтов )
- Летња ноћ, свита из Зарука у манастиру, Oп. 123 (1950)

### Друга оркестарска дела
- Симфонијета у А-дуру  (оригинална верзија), Oп. 5 (1909)
- Снови, Oп. 6 (1910)
- Јесењи, Oп. 8 (1910)
- Анданте из клавирске сонате бр.4, aранжиран за оркестар, Oп. 29bis (1934)
- Увертира на јеврејске теме, Oп. 34bis (базирана на камерној верзији) (1934)
- Америчка увертира, Oп. 42 (1926), за 17 инструмената
- Америчка увертира, Oп. 42bis (1928), за оркестар
- Дивертименто, Oп. 43 (1925–29) (такође постоји и у форми клавирске транскрипције)
- Симфонијета у А-дуру (ревидирана верзија Oп. 5), Oп. 48 (1929)
- Анданте из Гудачког квартет бр.1, аранжиран за гудачки оркестар, Oп. 50bis (1930)
- Симфонијска песма, Oп. 57 (1933)
- Руска увертира, Oп. 72 (1936) (2 различито оркестриране верзије)
- Симфонијски марш, Oп. 88 (1941)
- Година 1941-ва, Oп. 90 (1941)
- Ода посвећена крају Другог светског рата, Oп. 105 (1945), за дуваче, 8 харфи, 4 клавира, удараљке и контрабасе
- Тридесет година, Oп. 113 (1947), фестивалска поема за оркестар
- Пушкинови валцери, Oп. 120 (1949)
- Сусрет Волге и Дона, Oп. 130 (1951), фестивалска поема за оркестар

### Концерти
- клавир:
  - Клавирски концерт бр. 1 Дес-дур oп. 10 (1911/12)
  - Клавирски концерт бр. 2 г-мол oп. 16 (1913,изгубњен, поново написан 1923)
  - Клавирски концерт бр. 3 Ц-дур oп. 26 (1917-21)
  - Клавирски концерт бр. 4 Б-дур oп. 53 за леву руку (1931) (написан за Пола Витгенштајна)
  - Клавирски концерт бр. 5 Г-дур oп. 55 (1932)
  - Клавирски концерт бр. 6 oп. 134 (1953, незавршен)
- Виолина:
  - Виолински концерт бр. 1 Д-дур oп. 19 (1916/17)
  - Виолински концерт бр. 2 г-мол op. 63 (1935)
- Виолончело:
  - Концерт за виолончело е-мол oп. 58 (1933-38)
  - Симфонијски концерт за виолончело и оркестар е-мол oп. 125 (1950-52, сасвим прерађен oп. 58)
  - Кончертино за виолончело и оркестар г-мол oп. 132 (1953, недовршен) (једну верзију је довршио Кабалевски, а другу Владимир Блок)

### Вокално-оркестарска дела
- Две поеме за женски хор и оркестар, Oп. 7 (1909–10)
- Ружно паче, Oп. 18 (1914), за сопран и оркестар
- Њих је седам (Халдејска заклетва) оп.30, кантата за тенор, мешовити хор и велики оркестар (1917/18, рев.1933)
- Мелодија, Oп. 35bis (1920), за женски глас и оркестар
- Vocal Suite from The Fiery Angel, Oп. 37bis (1923–incomplete)
- Пећа и вук, Oп. 67 (1936), дечија прича за наратора и оркестар
- Кантата за 20. годишњицу Октобарске револуције, Oп. 74 (1936–37), кантата за 2 хора, оркестар, војни оркестар, оркестар хармоника и удараљке
- Песме наших дана, Oп. 76 (1937), за хор и оркестар
- Александар Невски, Oп. 78 (1939), кантата за мецо сопран, хор и оркестар
- Здравица, Oп. 85 (1939), кантата за хор и оркестар (позната и под називом Поздрав Стаљину)
- Балада непознатог дечака, Oп. 93 (1942–43), за солисте, хор и оркестар
- Цветај, силна земљо оп.114, кантата за 30. годишњицу Октобарске револуције (1947), кантата за хор и оркестар
- Зимска ломача, Oп. 122 (1949–50), за дечији хор и мали оркестар
- На стражи мира, Oп. 124 (1950), кантата за хор и оркестар

### Хорска дела
- Шест песама, Oп. 66 (1935)
- Седам песама и марш, Oп. 89 (1941–42)
- National Anthem and All-Union Hymn, Oп. 98 (1943 и 1946)
- Војничка корачница, Oп. 121 (1950)

### Песме
- Две песме, Oп. 9 (1910–11)
- Ружно паче, Oп. 18 (1914)
- Пет песама, Oп. 23 (1915)
- Пет песама по  Ахматови, Oп. 27 (1916)
- Пет песама без речи, Oп. 35 (1920)
- Пет песама по Балмонту, Oп. 36 (1921)
- Пет Казањских песама (1927)
- Две песме из Поручника Кије, Oп. 60bis (1934)
- Три дечије песме, Oп. 68 (1936)
- Три романсе по Пушкину, Oп. 73 (1936)
- Три песме из Александра Невског, Oп. 78bis (1939)
- Седам песама, Oп. 79 (1939)
- Дванаест руских народних песама, Oп. 104 (1944)
- Два дуета, Oп. 106 (1945)
- Дубоки и широки речни токови (1957)

### Камерна музика
- Шаљиви скерцо, Oп. 12bis (1915) (за четири фагота)
- Увертира на јеврејске теме, Oп. 34 (1919) (за кларинет, гудачки квартет и клавир)
- Квинтет у г-молу, Oп. 39 (1924) (за обоу, кларинет, виолину, виолу и контрабас)
- Гудачки квартет бр. 1 у б-молу, Oп. 50 (1930)
- Соната за две виолине у Ц-дуру, Oп. 56 (1932)
- Гудачки квартет бр. 2 у Ф-дуру, Oп. 92 (1941)

### Дела за соло интрументе
- Виолина
  - Пет мелодија за виолину и клавир, Oп. 35bis (1925)
  - Виолинска соната бр. 1 у ф-молу, Oп. 80 (1946)
  - Виолинска соната бр. 2 у Д-дуру, Oп. 94a (1943; базирана на Сонати за флауту у Д-дуру, Oп. 94)
  - Соната за соло виолину / унисоне виолине у Д-дуру, Oп. 115 (1947)
- Виолончело
  - Балада за виолончело и клавир, Oп. 15 (1912)
  - Адађо за виолончело и клавир, Oп. 97bis (1944)
  - Соната за виолончело у Ц-дуру, Oп. 119 (1949)
  - Соната за соло виолончело у цис-молу (непотпуна), Oп. 134 (1953?)
- Флаута
  - Соната за флауту у Д-дуру, Oп. 94 (1943)

### Клавирске сонате
- Клавирска соната бр. 1 ф-мол oп. 1 (1907-09)
- Клавирска соната бр. 2 д-мол oп. 14 (1912)
- Клавирска соната бр. 3 а-мол oп. 28 (1907-17)
- Клавирска соната бр. 4 ц-мол oп. 29 (1908-17)
- Клавирска соната бр. 5 Ц-дур oп. 38 (1923, касније oп. 135)
- Клавирска соната бр. 6 A-дур oп. 82 (1939-40)
- Клавирска соната бр. 7 Б-дур oп. 83 (1939-42)
- Клавирска соната бр. 8 Б-дур oп. 84 (1939-44)
- Клавирска соната бр. 9 Ц-дур oп. 103 (1947)
- Клавирска соната бр. 10 e-мол oп. 137 (1952, недовршена)

### Друга клавирска дела
- 4 етиде oп. 2 (1909)
- Четири комада oп. 3 (1911)
- Четири комада oп. 4 (1910-12)
- Токата у д-молу oп. 11 (1912)
- Десет комада oп. 12 (1906-13)
- Сарказми, 5 комада oп. 17 (1914)
- Визије које беже, 20 комада oп. 22 (1915-17)
- Приче старе баке oп. 31 (1918)

- Четири комада oп. 32 (1918)
- Шубертови валцери (1920)
- Ствари саме по себи, 2 комада за клавир оп.45 (1928)
- Две сонатине оп.54 (1931–32)
- три комада оп.59 (1933–34)
- Мисли, 3 комада за клавир оп.62 (1933–34)
- Музика за децу, 12 лаких комада оп.65 (1935)
- Думка (1933)

### Транскрипције за клавир
- Марш и скерцо из Заљубљен у три наранџе, Oп. 33ter (1922)
- Дивертисман, Oп. 43bis (1938)
- Шест комада за клавир, Oп. 52 из различитих извора (1930–31)
- Десет комада из Ромео и Јулија, Oп. 75 (1937)
- Гавота из Хамлета, Oп. 77bis (1938)
- Три комада из Пепељуге, Oп. 95 (1942)
- Tри комада за клавир, Oп. 96 из дела Рат и мир и and "Lermontov" (1941–42)
- Десет комада из Пепељуге, Oп. 97 (1943)
- Шест комада из Пепељуге, Oп. 102 (1944)

### Дела за дувачки оркестар
- Четири марша, Oп. 69 (1935–37)
- Марш у  Aс-дуру, Oп. 89bis (1941)
- Марш у  Б-дуру, Oп. 99 (1943–44)